# 肉叶刺茎藜科
肉叶刺茎藜科又名夷藜科，只有1属2种—Sarcobatus vermiculatus 和 Sarcobatus baileyi，都分布在北美洲的大盆地地区和西南部的沙漠地带。
本科植物为带刺的灌木；单叶互生，肉质，无托叶；花单性，雄花无花瓣，雌花有2个肉质花瓣；果实为核果。
1981年的克朗奎斯特分类法将其列在藜科，1998年根据基因亲缘关系分类的APG 分类法认为应该单独分出一个科，放在石竹目中，2003年经过修订的APG II 分类法维持原分类。